# The Flame of New Orleans
The Flame of New Orleans és una pel·lícula de comèdia del 1941 dirigida per René Clair i protagonitzada per Marlene Dietrich i Bruce Cabot en el seu primer paper de comèdia. El repartiment de suport compta amb Roland Young, Andy Devine i Franklin Pangborn.
Va ser l'última de les tres pel·lícules que Dietrich va fer amb el productor Joe Pasternak que la va anomenar "en molts aspectes, la nostra més interessant".
La pel·lícula va ser nominada als Premi Oscar a la millor direcció d'art per Martin Obzina, Jack Otterson i Russell A. Gausman.

## Argument
La llegenda de "Claire de Nova Orleans" neix després que dos pescadors troben un vestit de núvia flotant al riu Mississipi un dia. La llegenda explica que la comtessa Claire Ledux va desaparèixer el dia del seu casament l'any 1840, i quan es va trobar el vestit, la gent de Nova Orleans va suposar que la núvia s'havia suïcidat llançant-se al riu. Així comença la història, i després descobrim què va passar realment, a mesura que es revela la història de Claire Ledux.
Quan la Claire arriba a Nova Orleans per primera vegada a la seva vida, té la gran ambició de convertir-se en la senyora de Charles Giraud, un banquer molt ric i reconegut. Obté la seva estrena una nit a l'òpera, quan aconsegueix aconseguir el seient al costat del banquer. Tractant de captar l'atenció del banquer desprevingut, fingeix desmaiar-se al seu seient. El banquer s'apressa immediatament a rescatar-la i la missió de Claire s'acompleix. Desesperat per tornar a veure la bella Claire, Charles envia el seu servent a la minyona de Claire, Clementine, després de l'òpera. La minyona envia el missatge, demanant a la Claire que es trobi amb Charles al parc. La Claire i la minyona fan un pla per deixar que un home assetgi la Claire al parc, perquè Charles pugui venir a "rescatar-la". Però fins i tot els plans més senzills van malament i, de camí al parc, el carruatge de la Claire atropella un mico per accident. El mico pertany al capità del vaixell fluvial Robert Latour. Ell atura el carruatge, però com que la Clementine creu que aquest és l'home que van contractar per fer muntar escàndol amb ells, li diu al conductor que continuï i ignori l'home. Robert Latour s'ofen amb aquest comportament i bolca el carruatge.
Després d'aquest incident, on Charles no sols va ser plantat per Claire perquè el carruatge mai va arribar, sinó que també li va ser privat de l'oportunitat d'ajudar-la, jura venjar el comportament insolent de Robert Latour. També promet cuidar i protegir adequadament la Claire cada nit a partir d'ara.
Assistint a la festivitat de Mardi Gras, Claire reconeix a Robert Latour entre la multitud i l'indica a Charles, que s'afanya a desafiar a Robert a un duel. En Robert escollirà armes i ell escull ganivets, art en la que Charles no està del tot preparat. Robert aconsegueix un avantatge evident sobre Charles en el duel, i Claire intervé per interrompre el que tem que sigui el final de la vida del banquer. Li diu a Charles que va confondre en Robert amb algú altre, posant fi així la baralla.
Per resoldre l'assumpte d'una vegada per totes, en Robert convida la Claire a sopar al seu vaixell la nit següent. Demana prestat 150 dòlars per pagar la festa. Però mentre la Claire s'està preparant per la seva trobada amb Robert, Charles arriba i li fa una proposta de matrimoni allà mateix. Claire accepta la seva proposta i envia un missatge a través de la seva criada a Robert, cancel·lant el sopar sense dir-li el motiu real. Robert tem que la Claire estigui malalta i necessiti un metge. Ell corre cap a casa d'ella per oferir la seva ajuda, però veu Charles per la finestra i s'adona del motiu real del seu rebuig.
Només dos dies abans del seu casament, Charles fa una festa en honor de Claire. A la festa vénen molts convidats distingits, i entre ells hi ha el recentment arribat cavaller rus Zolotov. Aquest home veu la Claire i la reconeix de Sant Petersburg. Durant la nit, Zolotov explica històries de la Claire a un amic seu, Bellows, i el cunyat de Charles els sent parlar. Charles escolta les històries i està molest, desafiant Zolotov a un duel. Zolotov no té cap desig d'entrar en un duel amb el banquer, i jura que s'ha d'haver equivocat, ja que se sabia que la noia que coneixia fingia desmaiar-se per cridar l'atenció d'un home. En aquest moment, la Claire es desmaia i és portada fora de l'habitació.
L'endemà, Charles ve a visitar la Claire a casa seva per tal de trencar el seu compromís. No arriba a conèixer la Claire, sinó que s'enfronta a una dona anomenada Lili; en realitat, Claire, interpretant la seva cosina il·legítima de Sant Petersburg. Una dona de reputació força qüestionable vista des del punt de vista de Charles. Charles accepta reunir-se amb la Lili aquella mateixa nit a l'Oyster Bed Café, situat al costat dels molls. Charles porta Zolotov i Bellows al restaurant, i exigeix que la Lili surti de la ciutat per no tornar mai més; no vol estar associat amb el tipus de dona que és. Sentint-se amenaçada, la Lili decideix marxar, però abans de fer-ho es troba amb Robert Latour. Robert obre el seu cor a la Lili i li diu que està enamorat de Claire, i ho ha estat des que la va conèixer per primera vegada. Charles troba la Lili i el Robert parlant, i promet saldar el deute del préstec d'en Robert si treu la Lili de Nova Orleans. Robert hi està d'acord.
Robert passa per la casa de la Claire i mira per la finestra, veient la Lili dins. Ajunta dos i dos i s'adona que la Lili i la Claire són la mateixa persona. No les confronta, però li explica el que ha descobert a Charles. Conspiren per segrestar Claire i amagar-la al vaixell de Robert fins al casament. Una vegada que Robert torna al seu vaixell amb la Claire, la deixa en llibertat i ella decideix passar la nit. L'endemà, la Claire li diu a Robert que no es tornaran a veure mai més.
El casament es celebra tal com estava previst un dia després, però quan la Claire veu en Robert com un dels convidats, s'adona que ell és a qui estima i fingeix que es torna a desmaiar. En l'agitació que segueix, la Claire desapareix i no es troba enlloc. Ella se'n va amb Robert al seu vaixell i llança el seu vestit de núvia al riu Mississipi.

## Repartiment
- Marlene Dietrich com la Comtessa Claire Ledoux, aka Lili
- Bruce Cabot com a Robert Latour
- Roland Young com a Charles Giraud
- Mischa Auer com a Zolotov
- Andy Devine com a Andrew, el primer mariner
- Frank Jenks com a segon mariner
- Eddie Quillan com a tercer mariner
- Laura Hope Crews com a tia
- Franklin Pangborn com a Bellows
- Theresa Harris com a Clementine, la criada de Claire
- Clarence Muse com a Samuel, conductor de carruatge
- Melville Cooper com a cunyat
- Anne Revere com a germana de Giraud
- Bob Evans com a William
- Emily Fitzroy com la cosina Amelia de Giraud
- Shemp Howard com a cambrer de l'Oyster Bed Cafe (sense acreditar)

## Producció

### Desenvolupament
L'estrella era Marlene Dietrich que havia revifat la seva carrera a Universal apareixent a Destry Rides Again (1939) produïda per Joe Pasternak. El maig de 1940, Universal va anunciar que faria dues pel·lícules de Dietrich durant l'any següent: Seven Sinners i The Countess of New Orleans. Ambdues estarien entre les produccions de major pressupost de l'estudi.
L'octubre de 1940 Universal va anunciar que el director de Countess seria René Clair, que havia arribat a Lisboa des de França a l'agost. Va ser la primera pel·lícula de Hollywood de Clair tot i que havia dirigit dues pel·lícules en anglès a Anglaterra. Més tard, Dietrich va dir que la contractació de Clair va ser idea de Pastenak i "al principi em vaig resistir, però finalment per lleialtat al meu vell principi que l'únic que importava era complir el deure, vaig cedir." Pasternak va escriure a les seves memòries que va suggerir a Clair i li va preguntar a Dietrich "Què dius?" i va dir "Crec que seria meravellós."
Al novembre, Universal va dir que esperaven fer la pel·lícula el mes vinent. Tanmateix, això no va passar. Al desembre, Universal va dir que la pel·lícula ara s'anomenaria The Flame of New Orleans i que protagonitzaria Andy Devine, Roland Young i Broderick Crawford al costat de Dietrich. (finalment Crawford no apareixeria a la pel·lícula.)
Hal Wallis diu que George Raft "va fer molt de soroll" intentant interpretar el protagonista masculí enfront de Dietrich, però Warners, que tenia Raft sota contracte, no el va permetre.
El càsting de Bruce Cabot es va anunciar el gener de 1941. "Bruce està bé, però jo no. Crec que és el calibre Dietrich ", va escriure Hedda Hopper. "No obstant això, puc estar convençuda. Però esperaré fins que s'acabi la pel·lícula."
Clair va admetre més tard que va preferir dedicar-se molt de temps al guió "amb tots els detalls i molt lentament" de manera que quan l'acabés "un ajudant de direcció hauria de poder rodar-lo". Tanmateix, això va ser difícil a Flame a causa de la seva manca de domini de la llengua anglesa.

### Rodatge
El rodatge va començar el 6 de gener de 1941. Dietrich i Cabot es van enfrontar durant la producció. Més tard, el va anomenar "un actor terriblement estúpid, incapaç de recordar les seves línies o indicis. Tampoc ho podia fer Clair, que no parlava una paraula d'anglès, donant-li un cop de mà. A més, en Cabot era molt prepotent. No acceptava cap ajuda. Finalment em vaig resignar a pagar les seves lliçons, perquè almenys conegués les seves línies. L'equip odiava Clair (segurament per la barrera de l'idioma) fins a tal punt que els tècnics gairebé em van fer fora del plató en el moment en què van sentir l'ordre: "Empaqueta les teves coses"."
Durant el rodatge, el New York Times va informar que l'oficina de Hays estava preocupada per la pel·lícula, en part perquè Clair era francès, i protagonitzada per Dietrich com una dona de mala reputació a "una ciutat colorida durant el període més colorit de la seva carrera." En particular, l'oficina de Hays estava preocupada per diverses escenes. Clair es va oferir a rodar les escenes de dues maneres diferents, de manera que si l'oficina de Hays s'oposava, Joe Pasternak tindria una alternativa. Krasna estava al plató i va reelaborar el guió constantment amb Clair per ajudar-lo a superar als censors.
Krasna va dir més tard que sentia que Marlene Dietrich no podia interpretar la comèdia, dient que tenia "una cara congelada", i necessitava actors de comèdia experimentats per interpretar al seu costat com Cary Grant i Adolphe Menjou; va pensar que Bruce Cabot i Roland Young estaven mal interpretats (anomenant als protagonistes "tres persones que no movien"). També relata que l'Oficina Hays va insistir que es retiressin dues bobines de la pel·lícula per motius de censura.

## Recepció

### Crítica
Hedda Hopper va dir que la pel·lícula era com "melassa al gener... La direcció de Clair no té la cremallera que exigim... la flama es va reduir a foc lent fins a una cremada lenta." The film received poor reviews on the whole.
Pasternak va escriure "creïa que els crítics van ser injustos amb René" i va pensar que "si Clair hagués fet aquesta mateixa pel·lícula a França i hagués vingut aquí amb una banda sonora francesa i els subtítols habituals, les dames i els senyors crítics haurien estat parlant de "l'enginy gal", "l'hàbil toc francès" i "la descarada llatina". Tal com va ser, ens van saltar fort per intentar fer alguna cosa una mica diferent". També va sentir que inconscientment "van retreure Rene Clair per haver fet pel·lícules en aquest país en lloc de França, sense adonar-se que Rene havia vingut aquí a la recerca d'aquesta llibertat que les seves pel·lícules sempre han cantat."
Pasternak també va sentir que "els crítics van ser molt cruels amb "Dietrich" la recriminava perquè tornava a ser educada i tota la resta. Va pensar que s'estava enganxant el seu vell jo, però aparentment es va perdre la suau sàtira". Pasternak va escriure "A Marlene no li importava "perquè la guerra anava malament per als aliats" i el cor de Marlene no estava del tot centrat a fer pel·lícules. Pensava en la guerra i en la participació imminent del seu país d'adopció. Jo mateix estava intentant sortir del meu contracte amb Universal."

### Taquilla
Clair va anomenar la pel·lícula "un gran fracàs i un gran handicap a la meva carrera estatunidenca. Quan vaig començar a Hollywood, estaven entusiasmats a l'hora d'acollir gent que coneixien a Europa. Realment teníem grans possibilitats. Però ja saps com és Hollywood. Si esperen massa de tu i falles, s'ha acabat; això em va passar a Flame of New Orleans. Potser era una mica massa subtil per aquella època."
Clair va dir més tard: "Ara no sé si és tan bona o tan dolenta com hauria de ser. Crec que tècnicament és molt bona, però l'esperit, ja ho saps, era mig europeu i mig americà, així que no ho sé. Va ser la meva primera pel·lícula a Amèrica i em va impressionar moltíssim. No sabia realment si a la gent li agradaria la pel·lícula. Ja saps, mai no fas una pel·lícula sol, però sempre estàs impressionat per l'atmosfera, l'aire que respires. No vaig fer cap pel·lícula nord-americana que representés la forma de vida moderna. Sempre intentava escapar-me."
Dietrich va dir que la pel·lícula "va ser un fracàs. Vaig fer un paper doble (germanes) i, com sempre, portava vestits luxosos, però amb això no n'hi havia prou. No ho vaig fer especialment com Rene Clair, però no el vaig odiar tant com la resta."
Pasternak va escriure: "No em pensava que fes molt feliços els comptables d'Universal."
La decepció de la taquilla de la pel·lícula, juntament amb altres produccions de Pasternak Nice Girl i A Little Bit of Heaven van fer difícil que Universal acceptés els pressupostos de les pel·lícules de Pasternak, i va contribuir que el productor deixés Universal i marxés a MGM.